# Georg Kartzke
Georg Kartzke (* 24. November 1883 in Berlin; † 8. November 1962 in Berlin) war ein deutscher Amerikanist und Hochschullehrer.

## Leben und Wirken
Georg Kartzke legte seine Reifeprüfung 1902 an der Luisenstädtischen Oberrealschule Berlin ab. Anschließend studierte er bis 1908 Anglistik, Romanistik und Germanistik an der Universität Berlin. Seine Promotion erfolgte dort 1908 bei dem Anglisten und Literaturwissenschaftler Alois Brandl. Von 1909 bis 1910 war er Referendar am Französischen Gymnasium Berlin und anschließend Gymnasiallehrer in Potsdam. Von 1910 bis 1911 war er als Austauschlehrer an Schulen in den USA tätig. Bis 1913 folgte eine weitere Lehrertätigkeit in Berlin. Von 1913 bis 1914 unterrichtete er an der University of Toronto und an der University of California, bis 1920 dann an der Yale University. Nach Lehrertätigkeit in Berlin unterrichtete er als Professor für Germanistik an der Yale University und am dortigen Arnold College. Nach Berlin zurückgekehrt wurde Kartzke bis 1945 Studienleiter am „Deutschen Institut für Ausländer“ der Universität Berlin, zugleich war er Referent im Kultusministerium Preußens. Nach dem Zweiten Weltkrieg erhielt er 1945 eine Professur für Amerikanistik an der Humboldt-Universität und wurde 1954 emeritiert. Seine Lehrtätigkeit setzte er bis zu seinem Tod fort. 
Georg Kartzke veröffentlichte sehr wenig. Er war ein Kenner des Schulwesens in den USA. 

## Veröffentlichungen
- Die Reimsprache des Mirror for Magistrates <1587>. Wagner, Weimar 1908 (= Dissertation Universität Berlin).
- Die amerikanische Sprache. In: Archiv für das Studium der neueren Sprachen und Literaturen, Jg. 75, Bd. 141 (1921), S. 181–198.
- Das amerikanische Schulwesen. Quelle & Meyer, Leipzig 1928.